# Санфорд, Изабель
Изабель Санфорд (англ. Isabel Sanford, 29 августа 1917 — 9 июля 2004) — американская актриса, наиболее известная по роли Луизы Джефферсон в комедийном телесериале «Джефферсоны» (1975—1985), за которую она выиграла премию «Эмми» в 1981 году.

## Жизнь и карьера
Изабель Санфорд родилась в Нью-Йорке, штат Нью-Йорк. В 1967 году она дебютировала в кинофильме «Угадай, кто придёт к обеду?» и в последующие годы активно снималась в кино и на телевидении. Она появилась в таких телешоу как «Моя жена меня приворожила» и «Шоу Мэри Тайлер Мур», прежде чем получить свою самую известную роль — Луизы Джефферсон в ситкомах «Все в семье» (1971—1975) и его спин-оффе «Джефферсоны» (1975—1985).
Санфорд вошла в историю став первой афроамериканской актрисой, выигравшей премию «Эмми» за главную роль. Она в общей сложности получила семь номинаций на премию, победив однажды, в 1981 году. Она также получила пять номинаций на «Золотой глобус» за свою роль в ситкоме «Джефферсоны». После завершения сериала она появилась в нескольких фильмах и телешоу, таких как «Принц из Беверли-Хиллз», «Розанна» и «Паркеры». Её последним появлением на экране стало озвучивание самой себя в эпизиде мультфильма «Симпсоны» в 2004 году. В том же году она была удостоена собственной звезды на Голливудской «Аллее славы».
На протяжении длительного времени Санфорд проживала в Атланте, штат Джорджия, в собственном огромном особняке, который был показан в программе «Образ жизни богатых и знаменитых». Она умерла 9 июля 2004 года от остановки сердца после многих лет борьбы с заболеваниями сердца, за полтора месяца до того как ей должно было исполниться 87 лет.

## Награды и номинации
- «Эмми»

- - 1979 — Премия «Эмми» за лучшую женскую роль в комедийном телесериале «Джефферсоны» (номинация)
  - 1980 — Премия «Эмми» за лучшую женскую роль в комедийном телесериале «Джефферсоны» (номинация)
  - 1981 — Премия «Эмми» за лучшую женскую роль в комедийном телесериале «Джефферсоны»
  - 1982 — Премия «Эмми» за лучшую женскую роль в комедийном телесериале «Джефферсоны» (номинация)
  - 1983 — Премия «Эмми» за лучшую женскую роль в комедийном телесериале «Джефферсоны» (номинация)
  - 1984 — Премия «Эмми» за лучшую женскую роль в комедийном телесериале «Джефферсоны» (номинация)
  - 1985 — Премия «Эмми» за лучшую женскую роль в комедийном телесериале «Джефферсоны» (номинация)

- «Золотой глобус»
  - 1977 — Премия «Золотой глобус» за лучшую женскую роль в телевизионном сериале — комедия или мюзикл «Джефферсоны» (номинация)
  - 1978 — Премия «Золотой глобус» за лучшую женскую роль в телевизионном сериале — комедия или мюзикл «Джефферсоны» (номинация)
  - 1983 — Премия «Золотой глобус» за лучшую женскую роль в телевизионном сериале — комедия или мюзикл «Джефферсоны» (номинация)
  - 1984 — Премия «Золотой глобус» за лучшую женскую роль в телевизионном сериале — комедия или мюзикл «Джефферсоны» (номинация)
  - 1985 — Премия «Золотой глобус» за лучшую женскую роль в телевизионном сериале — комедия или мюзикл «Джефферсоны» (номинация)

- Голливудская «Аллея славы»

- - 2004 — Звезда на Аллее славы